# جاي ر. مالون
جاي ر. مالون (بالإنجليزية: J. R. Malone)‏ هو لاعب كرة قاعدة أمريكي، ولد في 15 أكتوبر 1858 في بالتيمور في الولايات المتحدة، وتوفي في 11 نوفمبر 1935.